# Kevon Looney
Kevon Grant Looney (Milwaukee, 6 de fevereiro de 1996) é um jogador norte-americano de basquete profissional que atualmente joga no New Orleans Pelicans da National Basketball Association (NBA). 
Ele jogou basquete universitário na UCLA Bruins e foi selecionado pelo Golden State Warriors como a 30ª escolha geral no draft da NBA de 2015. Ele ganhou três títulos da NBA com os Warriors. Em 2025, após o fim da temporada, ele se tornou agente livre, assinando um contrato com o New Orleans Pelicans de US$ 16 milhões em 3 anos.

## Primeiros anos
Looney nasceu em Milwaukee, Wisconsin, filho de Doug e Victoria Looney. Enquanto crescia, ele foi treinado por seu pai, que jogou na Schreiner University em Kerrville, Texas, e se tornou o líder de rebotes da escola. Assim como seu irmão, Kevin, Looney se tornou um fã do Los Angeles Lakers e de Kobe Bryant, e assistiu a fitas de Bryant, copiando seus movimentos. Seu irmão o deixava jogar basquete com ele, mas apenas se Kevon pegasse mais rebotes e arremessasse menos.
Looney foi o melhor jogador do time do ensino médio na Alexander Hamilton High School em Milwaukee. Ele já estava sendo recrutado por faculdades como calouro. Em seu segundo ano, Looney foi nomeado Jogador do Ano da Milwaukee City Conference após ter médias de 20,9 pontos, 8,6 rebotes e 2,0 assistências. Em seu terceiro ano, ele teve médias de 26,1 pontos, 12,4 rebotes, 7,0 bloqueios e 3,1 assistências, liderando seu time ao segundo lugar da conferência.

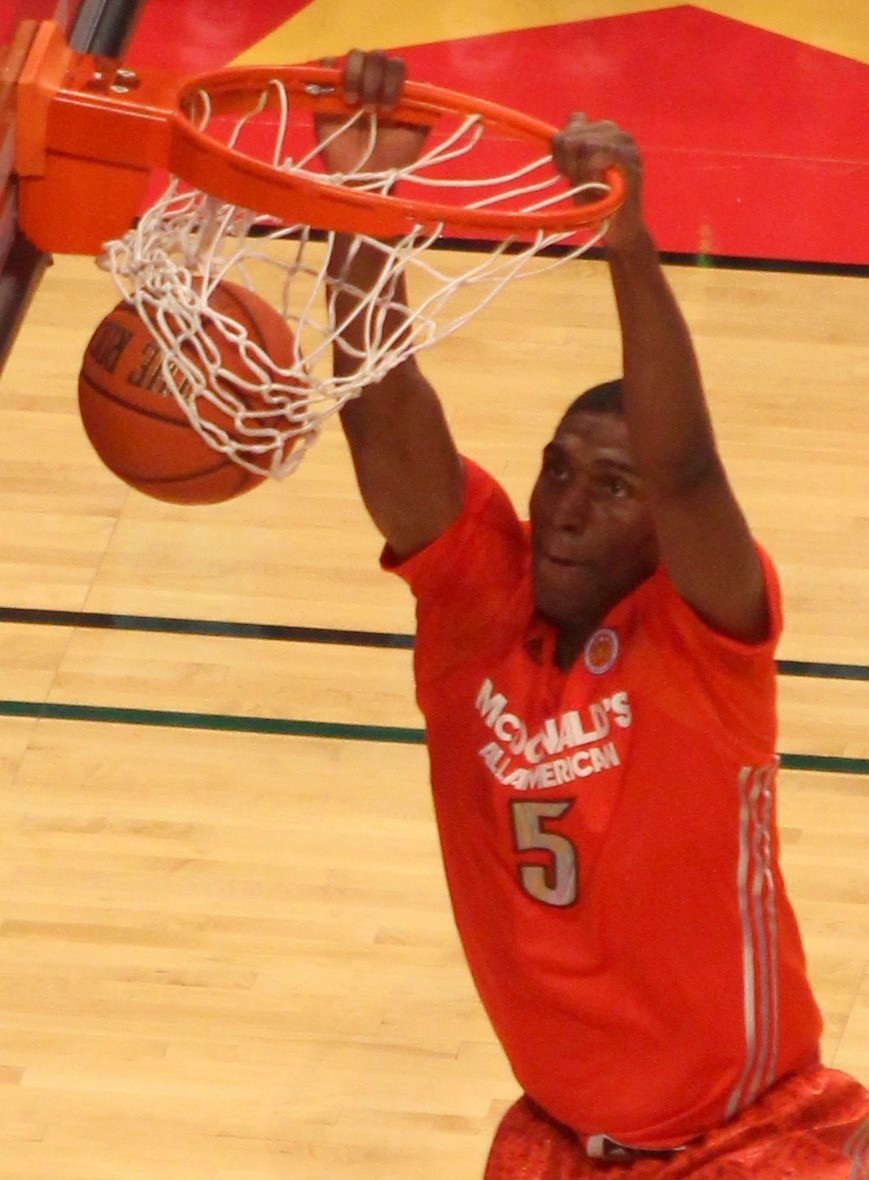
Looney no McDonald's All-American Game de 2014

Em sua temporada final, Looney teve médias de 27,9 pontos, 12,7 rebotes, 7,0 assistências e 8,0 bloqueios. Embora Looney fosse o jogador mais alto da escola, ele também era seu melhor passador e jogava principalmente como armador. Capaz de lidar com a bola, criar seu próprio arremesso e arremessar, mixtapes no YouTube aclamaram Looney como "o próximo KD". A escola ganhou seu primeiro título da liga em quatro anos e Looney ganhou seu segundo Prêmio de Jogador do Ano da City Conference. Looney ganhou reconhecimento nacional, tornando-se apenas o segundo jogador na história das Escolas Públicas de Milwaukee, e o sexto em Wisconsin, a ser nomeado um McDonald's All-American. Looney foi nomeado o Mr. Basketball de Wisconsin. Ele foi listado como um prospecto de cinco estrelas pelo Rivals, ESPN e Scout, que o classificaram nacionalmente como o 10º, 12º e 15º melhor jogador, respectivamente.
A Alexander Hamilton High School aposentou o número 5 de Looney em 2018. Ele pensou em mudar seu número quando estava no segundo ano, mas o amigo próximo de Looney, Wati Majeed, o convenceu a desistir: "Você é o número 5, é quem você é. Você pode jogar em todas as cinco posições e marcar todas as cinco posições."

## Carreira universitária
Looney anunciou no Halloween de 2013 sua decisão de estudar em UCLA. Nenhum analista de recrutamento havia previsto sua decisão, que era um segredo para todos, incluindo seus pais. Ele ficou impressionado com a visão do técnico, Steve Alford, para o time. A equipe não garantiu a Looney um papel de destaque como calouro, mas vendeu a ele que Looney teria permissão para mostrar sua versatilidade, assim como Kyle Anderson fez pela universidade em 2013-14.

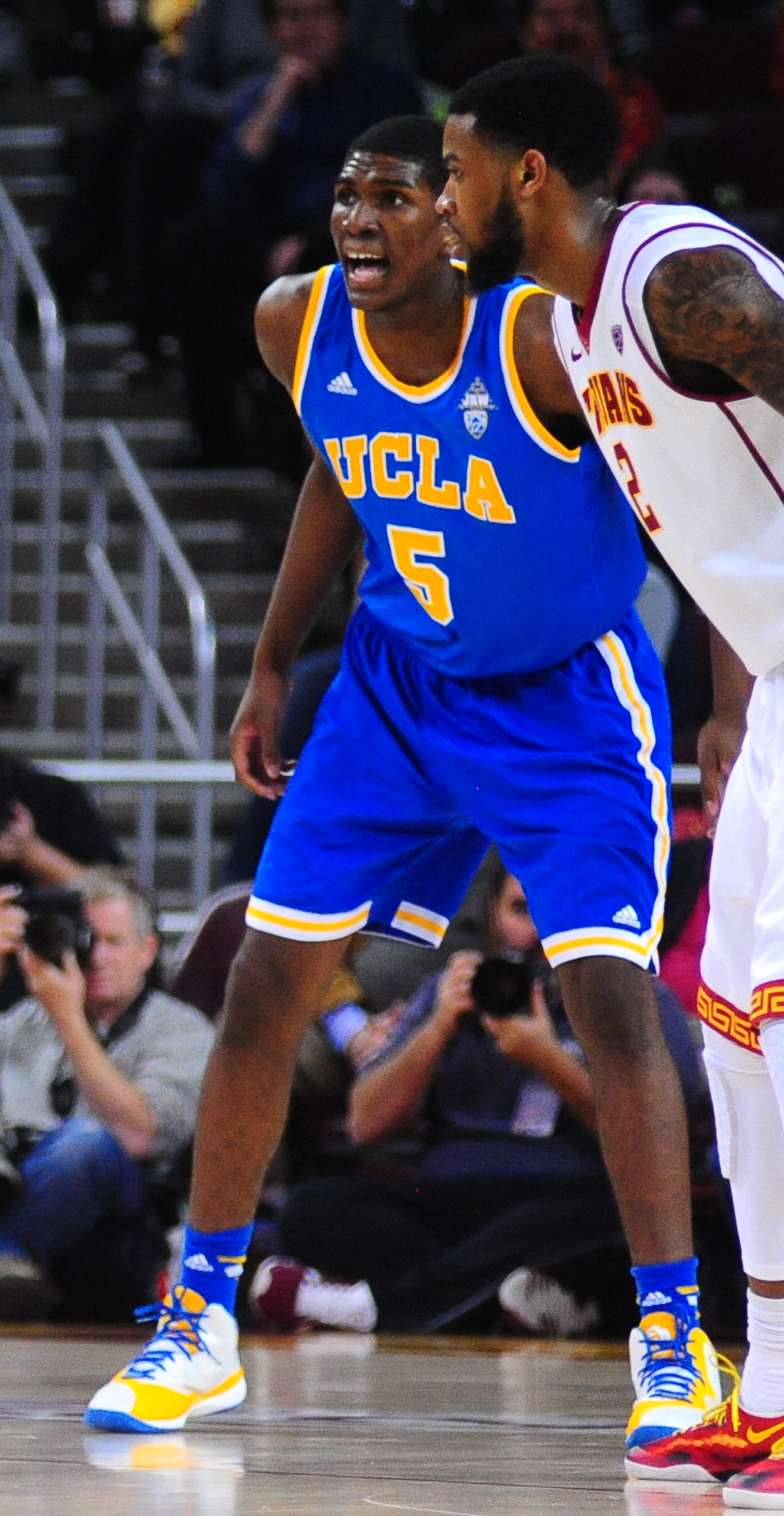
Looney como um calouro da UCLA contra USC

Ao chegar à UCLA no verão antes de sua temporada de calouro, Looney sofreu uma lesão no quadril. Ele descansou por duas a três semanas antes da temporada. Looney não perdeu um treino ou jogo durante todo o ano, mas a lesão prejudicou seu movimento lateral e velocidade. Ele evitou mudar de direção e jogou mais como um grandalhão desajeitado. Jogando como ala-pivô, ele foi um dos melhores calouros do país em 2014-15. Durante a abertura da temporada, Looney registrou 20 pontos, nove rebotes e três assistências em uma vitória de 113-78 sobre Montana State. A CBS Sports chamou sua performance de "uma das estreias de calouro mais impressionantes na rica história da UCLA". Looney seguiu com duplos-duplos em seus próximos quatro jogos e se tornou o primeiro calouro na história da universidade com pelo menos quatro duplos-duplos em seus primeiros cinco jogos. Ele teve sete duplos-duplos nos primeiros 10 jogos, antes de marcar dois dígitos apenas uma vez durante uma sequência de cinco derrotas. Looney ajudou o time a encerrar sua sequência com 27 pontos e 19 rebotes em uma vitória de 86-81 na prorrogação dupla sobre Stanford.
A UCLA raramente chamava jogadas para Looney, e sua pontuação geralmente vinha de rebotes, contra-ataques rápidos e arremessos abertos. Um reboteiro nato, os arremessos de Looney melhoraram conforme a temporada avançava. Depois de fazer apenas nove de 28 de seus arremessos de três pontos nos primeiros 24 jogos, ele fez 11 de 17 nos últimos sete jogos da temporada regular. Ainda assim, sua pontuação diminuiu, com apenas um jogo com mais de 15 pontos após seu jogo contra Stanford. No Torneio da Pac-12 de 2015, Looney saiu no meio do jogo depois de levar um braço na bochecha esquerda durante a vitória da UCLA nas quartas de final sobre USC. No dia seguinte contra o Arizona, Looney foi liberado e equipado com uma máscara protetora 90 minutos antes da disputa. Embora prejudicado pela máscara, ele jogou 30 minutos, mas foi limitado, terminando abaixo de suas médias da temporada com apenas cinco pontos e quatro rebotes. A UCLA perdeu por 70–64, mas a partida acirrada os ajudou a garantir uma vaga no Torneio da NCAA de 2015. Looney continuou a jogar usando a máscara enquanto a UCLA avançava para o Sweet 16 pela segunda temporada consecutiva.
Na temporada, Looney teve médias de 11,6 pontos e 9,2 rebotes, terminando com 15 duplos-duplos. Entre todos os calouros nacionalmente, seus duplos-duplos lideraram a nação e seus rebotes ficaram em segundo lugar. Os rebotes e duplos-duplos de Looney ficaram em segundo lugar entre todos os jogadores do Pac-12. Ele acertou 47,0% dos arremessos e 41,5% da faixa de três pontos. Looney foi eleito para a Equipe de Novatos epara a Segunda-Equipe da Pac-12.

## Carreira profissional

### Golden State Warriors (2015–Presente)

#### Lesões no quadril e primeiro campeonato (2015–2017)

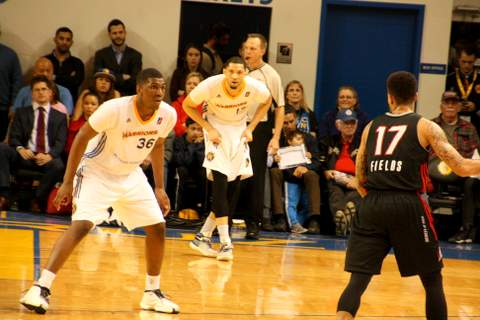
Looney (à esquerda) jogando pelo Santa Cruz Warriors em 2016

Após uma temporada com a UCLA, Looney decidiu abrir mão de sua elegibilidade universitária restante para se declarar para o draft da NBA de 2015. A ESPN relatou na manhã do draft que Looney havia passado por uma cirurgia no quadril e que "ele provavelmente perderá a temporada seguinte". Looney também ouviu que algumas equipes não achavam que seu sucesso na UCLA se traduziria para a NBA e alguns executivos e olheiros não acreditavam que ele jogasse duro o suficiente. Um dos 19 jogadores a comparecer ao draft, Looney caiu para o final da primeira rodada, onde foi selecionado pelo Golden State Warriors como a 30º lugar geral. Os Warriors, que recentemente venceram as Finais da NBA de 2015, disseram que não tinham evidências de que Looney precisasse de mais tratamento. No entanto, eles estavam confortáveis com qualquer tempo de recuperação que ele pudesse precisar, dada sua idade, potencial e a escalação principal estabelecida do time.
Em 8 de julho de 2015, Looney assinou um contrato de 2 anos e US$2.3 milhões com os Warriors e jogou no time na Summer League de Las Vegas. Em 20 de agosto, ele passou por uma artroscopia bem-sucedida no quadril direito.
Em 4 de janeiro de 2016, Looney foi designado para o Santa Cruz Warriors, afiliado do Golden State na D-League, após ser liberado para treinar após a reabilitação de sua cirurgia. Ele fez sua estreia profissional em 12 de janeiro com o Santa Cruz, registrando um duplo-duplo com 11 pontos e 12 rebotes em 16 minutos contra Idaho Stampede. Em 24 de janeiro, Looney foi convocado pelo Golden State após ter médias de 8,0 pontos e 10,0 rebotes em 18,2 minutos em cinco jogos. Três dias depois, contra o Dallas Mavericks, ele foi ativado pela primeira vez devido a uma lesão de Festus Ezeli. Looney fez sua estreia na NBA naquela noite, tornando-se o 11º ex-jogador da UCLA a jogar pelos Warriors. Looney marcou em sua primeira tentativa e terminou com dois pontos e dois rebotes em uma vitória de 127–107. O Golden State fez Looney continuar trabalhando em seu condicionamento e ele jogou mais alguns jogos no Santa Cruz.
Looney sofreu um revés em março, quando foi afastado por uma inflamação em seu quadril. Os Warriors terminaram a temporada regular de 2015-16 com um recorde da NBA de 73 vitórias, quebrando a marca anterior de 72 estabelecida pelo Chicago Bulls em 1995–96. Em 22 de abril, Looney passou por uma cirurgia artroscópica em seu quadril esquerdo, o que deveria deixá-lo afastado de quatro a seis meses. Um procedimento semelhante havia sido realizado em seu quadril direito oito meses antes. Looney terminou seu ano de novato com cinco jogos disputados na NBA e 12 na D-League. Os Warriors chegaram às finais da NBA em 2016, mas perderam para o Cleveland Cavaliers em sete jogos, apesar de uma vantagem de 3-1.
Looney não jogou na Summer League de 2016 enquanto continuava a reabilitação. Incapaz de jogar a maior parte dos 15 meses anteriores, Looney chegou ao campo de treinamento acima do peso. Durante a pré-temporada, ele lutou contra James Michael McAdoo para ser o 5º na tabela de profundidade dos Warriors. Looney começou a temporada de 2016-17 fortemente. Em 26 de novembro de 2016, ele fez sua primeira partida como titular na carreira no lugar de um Draymond Green lesionado, registrando seis pontos, três rebotes e duas assistências em 18 minutos em uma vitória de 115-102 sobre o Minnesota Timberwolves. No entanto, Looney se tornou ineficaz em minutos limitados e seu tempo de jogo diminuiu. Em 13 de janeiro de 2017, Looney recebeu uma designação de um jogo para Santa Cruz após um longo período de tempo de jogo limitado. Ele foi impressionante em sua estreia na temporada da D-League, registrando 18 pontos e 20 rebotes em 24 minutos. Foi a primeira de três passagens pela D-League para Looney durante a temporada. Ele perdeu a maior parte de abril devido a uma distensão no quadril esquerdo. Os Warriors terminaram a temporada regular com 67 vitórias, liderando a liga, e avançou para as finais da NBA, onde derrotou os Cavaliers em cinco jogos para ganhar seu segundo título em três anos. Looney ficou inativo em todos os 17 jogos do playoff, perdendo 12 devido ao seu quadril esquerdo.

#### Transição e segundo título (2017–2018)
Finalmente saudável, Looney se tornou um jogador regular na temporada de 2017–18. Ele perdeu 14 kg antes da temporada após contratar um personal trainer durante o verão, mudar seu programa de treinamento e adotar uma paleodieta modificada. No entanto, Looney era um dos seis pivôs do time, atrás do titular Zaza Pachulia e dos veteranos David West e JaVale McGee, enquanto os jovens Jordan Bell e Damian Jones pareciam ter um futuro mais brilhante. Em 27 de outubro de 2017, Looney teve nove pontos e cinco rebotes em uma vitória de 120–117 sobre o Washington Wizards. Finalmente capaz de jogar muitos minutos sem ficar sem fôlego, ele ajudou a liderar uma recuperação de 18 pontos no segundo tempo depois que Green foi expulso no final do segundo quarto. 
Em 31 de outubro, os Warriors não exerceram sua opção de renovação no quarto ano de contrato de Looney devido ao impacto do imposto de luxo de seu contrato em sua folha de pagamento, tornando-o um agente livre irrestrito no verão seguinte. No entanto, Looney começou a receber tempo de jogo regular, apesar de não ter jogado em sete dos primeiros nove jogos da equipe. O técnico dos Warriors, Steve Kerr, disse que a liga estava mudando seu estilo e ele chamou Looney de "nosso melhor pivô alternante". 
Em 11 de novembro, em uma vitória de 135–114 sobre o Philadelphia 76ers, Looney teve quatro pontos e três bloqueios com um plus-minus de +14 em 15 minutos, enquanto se igualava principalmente a Joel Embiid. O tempo de jogo de Looney em dezembro caiu para sete minutos por jogo depois que o novato Jordan Bell o ultrapassou na tabela de profundidade. Em 4 de janeiro de 2018, contra o Houston Rockets, Looney teve sete pontos e oito rebotes em 15 minutos em uma vitória de 124–114. Ele jogou os últimos 6:30 do jogo e foi mais eficaz na troca defensiva do armador do Rockets, Chris Paul, do que Bell, que permaneceu no banco no segundo tempo. Depois de jogar minimamente e ficar de fora dos últimos dois jogos, Looney foi elogiado por Kerr por ser um "exemplo incrível do que é ser um profissional nesta liga". Em 12 de janeiro, Looney retornou à sua cidade natal e jogou 23 minutos, recorde da sua carreira, registrando nove pontos, oito rebotes, três assistências e um bloqueio em uma vitória de 108–94 sobre o Milwaukee Bucks. Em 17 de março, ele teve 13 pontos e seis bloqueios, recordes da sua carreira, em uma vitória de 124–109 sobre o Phoenix Suns.  Em 27 de março, Looney registrou oito pontos e 11 rebotes, o melhor da carreira, saindo do banco em uma derrota por 92–81 para o Indiana Pacers.
Jogando no primeiro playoffs de sua carreira, Looney impressionou com sua troca defensiva. Os Warriors venceram a primeira rodada dos playoffs de 2018 por 4–1 sobre o San Antonio Spurs. Looney marcou bem LaMarcus Aldridge e Kerr elogiou sua defesa e capacidade de mudar e marcar Patty Mills e Manu Ginóbili. Os Warriors venceu as semifinais da conferência por 4–1 sobre o New Orleans Pelicans. Na série, Looney emergiu como o pivô mais confiável do time, defendendo Anthony Davis. Nos dois jogos finais, Looney se tornou o sexto homem dos Warriors. Contra o Houston Rockets nas finais da conferência, Looney forneceu uma defesa sólida contra Chris Paul e James Harden. Ele passou para a escalação inicial no Jogo 4 depois que Andre Iguodala foi afastado com uma contusão na perna. Looney foi titular nos quatro jogos finais da série e os Warriors derrotaram Houston por 4–3 para avançar para as Finais para uma revanche contra o Cleveland Cavaliers. Os Warriors varreram os Cavaliers por 4–0 para seu segundo título consecutivo. Looney foi titular no Jogo 1 antes de ser suplantado no Jogo 2 por McGee. Looney jogou 39 minutos nos quatro jogos, mas apenas três minutos nos últimos dois jogos depois que Iguodala retornou. Ele terminou os playoffs jogando o sexto maior número de minutos (387) nos Warriors e o maior número entre seus seis pivôs.

#### Perseguição ao tri-campeonato (2018–2019)

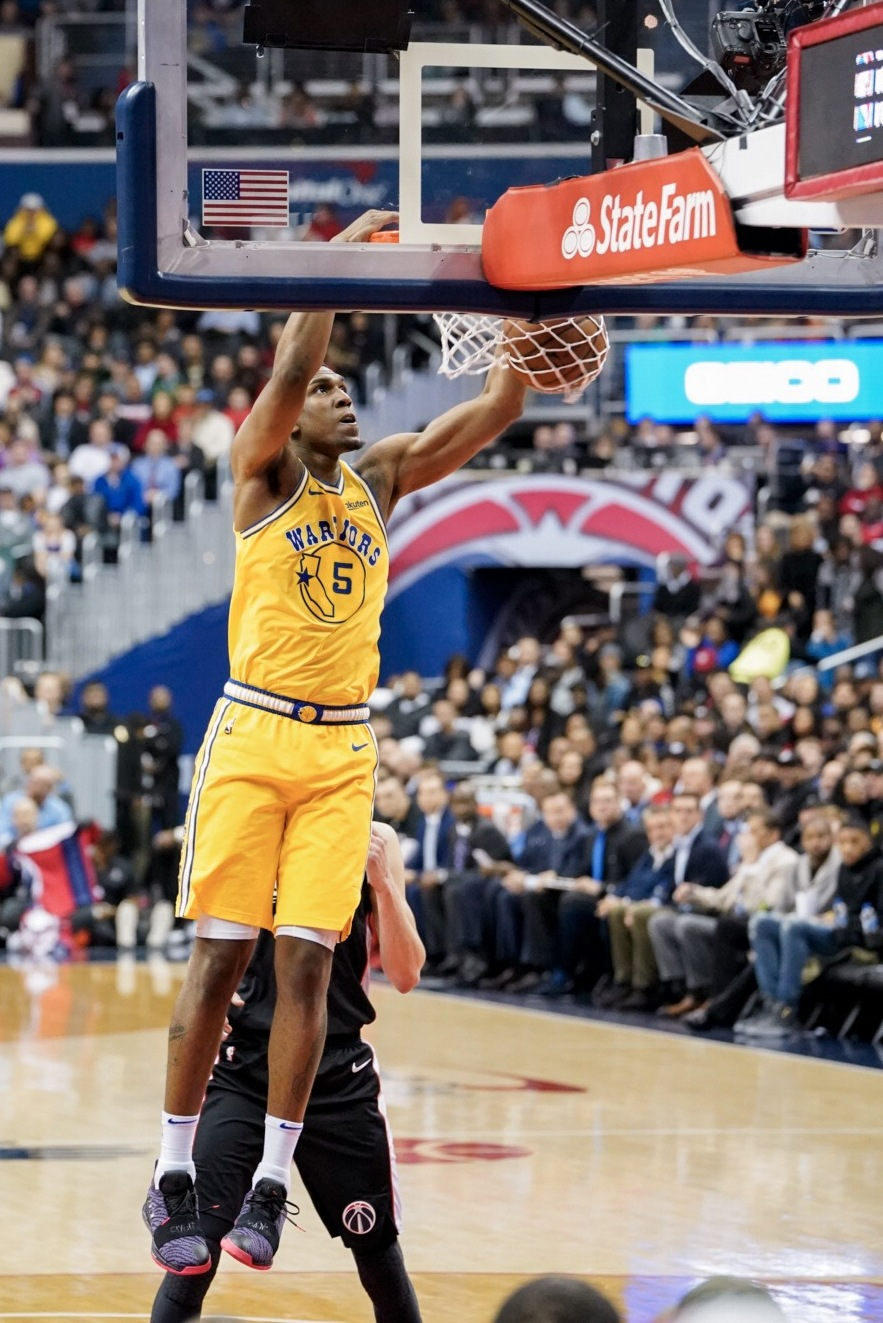
Looney marcando em uma enterrada contra o Washington Wizards em 2019

Looney renovou seu contrato com os Warriors em um acordo de 1 ano e US$1.5 milhões. Ele começou a temporada como reserva, enquanto Damian Jones era o pivô titular. No entanto, Jones foi descartado para a temporada após romper o músculo peitoral esquerdo em dezembro. Em 3 de dezembro de 2018, em sua primeira partida como titular, Looney registrou 14 pontos, cinco assistências, empatando o recorde da carreira, durante uma vitória de 128–111 sobre o Atlanta Hawks. Depois de ser titular como pivô em todos os jogos, exceto um, ele voltou ao banco quando DeMarcus Cousins fez sua estreia nos Warriors em 18 de janeiro de 2019. Em 28 de janeiro, Looney marcou 15 pontos, o recorde da carreira, em uma vitória de 132–100 sobre o Indiana Pacers.
Looney terminou a temporada regular com as suas melhores médias da carreira em pontos (6,3), porcentagem de arremessos certos (62,5%), rebotes (5,2) e minutos jogados (18,5). No jogo 2 da primeira rodada dos playoffs contra o Los Angeles Clippers, após uma lesão de Cousins no primeiro quarto, Looney marcou 19 pontos, o recorde da carreira, durante uma derrota por 135–131. Com Cousins previsto para ficar fora do restante dos playoffs, Kerr começou com Andrew Bogut para manter Looney na função de reserva, onde ele se destacou. Os Warriors avançaram para a rodada seguinte contra o Houston Rockets, quando Kerr abriu a série com Iguodola e Green. Looney assumiu os minutos de Bogut, pois ele era uma opção defensiva melhor contra os Rockets. No Jogo 5, ele teve nove rebotes, incluindo cinco no ataque, e um bloqueio importante no final do jogo, quando os Warriors venceram para abrir 3–2 na série, apesar de perder Kevin Durant com uma lesão no final do terceiro quarto. Kerr chamou Looney de seu "herói anônimo". Os Warriors avançaram para as finais da Conferência Oeste, onde Looney se destacou pelo segundo ano consecutivo. Ele foi o melhor pivô da série e fechou a vitória sobre o Portland Trail Blazers com 12 pontos e 14 rebotes, o recorde da carreira, no Jogo 4. Kerr o elogiou como uma "peça fundamental" da franquia. Durante o Jogo 2 das Finais da NBA contra o Toronto Raptors, ele colidiu com Kawhi Leonard e sofreu uma fratura da primeira cartilagem costal, perto da clavícula, e não estava disponível no Jogo 3. Looney estava com média de 20,4 minutos e acertando 73% dos arremessos nos playoffs. Ele voltou no Jogo 4 para jogar o resto da série, mas os Warriors perderam em seis jogos.

#### Lesões e anos recentes (2019–Presente)
Durante a offseason, Looney renovou com os Warriors em um contrato de três anos e US$ 15 milhões. Naquele verão, ele começou a sentir desconforto nos tendões. Looney foi afastado após a abertura da temporada de 2019–20, após uma tensão no tendão ter sido diagnosticada como neuropatia, um distúrbio resultante de danos nervosos fora do cérebro e da medula espinhal. Looney conseguiu jogar com a condição desde sua segunda temporada na NBA, frequentemente sentindo dormência nas mãos, pulsos e pés. No entanto, ele não conseguiu mais lidar com a situação quando ela atingiu seus tendões. Looney ficou limitado a jogar em apenas 20 jogos durante a temporada com médias de apenas 3,4 pontos e 3,3 rebotes. Em 19 de maio de 2020, ele passou por uma cirurgia para reparar uma lesão muscular central e esperava-se que estivesse pronto para o início da temporada seguinte.
Looney começou a temporada de 2020-21 como reserva do novato James Wiseman, a segunda escolha geral do draft da NBA de 2020. No entanto, ele se tornou o único verdadeiro pivô dos Warriors depois que o novato sofreu uma ruptura do menisco e ficou afastado da temporada. Em 19 de abril de 2021, Looney teve 15 rebotes, o recorde da carreira, em uma vitória de 107-96 sobre o Philadelphia 76ers.
Na offseason, Looney exerceu sua opção no contrato para continuar com os Warriors na temporada de 2021-22. Ele era o pivô titular dos Warriors, enquanto Wiseman permaneceu afastado por lesões. Em 9 de janeiro de 2022, Looney registrou 18 rebotes, o recorde da carreira, contra o Cleveland Cavaliers. Capaz de controlar a dor de sua neuropatia, Looney jogou em todos os 82 jogos da temporada regular, fazendo 80 jogos como titular, o recorde da carreira, e com médias de 21,1 minutos e 7,3 rebotes. Nas semifinais da Conferência Oeste contra o Memphis Grizzlies, Looney fez seu primeiro jogo como titular na série no Jogo 6, pegando 22 rebotes, o recorde da carreira, em uma vitória de 110–96 para fechar a série. Substituindo Jonathan Kuminga na escalação, ele teve 11 rebotes no primeiro quarto, o recorde da carreira dele em qualquer quarto. No Jogo 2 das finais da Conferência Oeste contra o Dallas Mavericks, ele recebeu cânticos de "MVP" quando registrou um duplo-duplo com 21 pontos e 12 rebotes para ajudar a liderar uma recuperação de 19 pontos, enquanto os Warriors assumiram a liderança da série por 2–0. Foi seu primeiro jogo de 20 pontos desde a universidade e foi a primeira performance de 20 pontos e 10 rebotes de um pivô dos Warriors nos playoffs desde Robert Parish em 1977. No Jogo 5, Looney teve 10 pontos e 18 rebotes, ajudando os Warriors a vencer a série por 4–1 e avançar para sua sexta final da NBA em oito anos. Ele foi um dos melhores jogadores na série contra Dallas, dominando os rebotes ofensivos e tendo uma excelente defesa. Looney conquistou seu terceiro título da NBA com médias de 7,5 rebotes e 5,0 pontos, enquanto os Warriors derrotaram o Boston Celtics em seis jogos nas Finais da NBA de 2022.
Em 10 de julho de 2022, Looney renovou com os Warriors em um contrato de três anos e US$ 25,5 milhões. Em 2 de janeiro de 2023, ele fez uma bandeja vencedora do jogo quando o tempo expirou em uma vitória de 143–141 na prorrogação dupla sobre o Atlanta Hawks. Looney terminou o jogo com 20 rebotes, o recorde da carreira na temporada regular, incluindo 10 no ataque, junto com 14 pontos e cinco assistências. Ele jogou todos os 82 jogos da temporada novamente, enquanto teve médias de pontos (7,0) e rebotes (9,3), o que o classificou em 15º lugar na NBA. Na primeira rodada dos playoffs de 2023, Looney teve média de 15,1 rebotes em uma vitória de 4–3 sobre o Sacramento Kings. Ele se tornou o primeiro jogador da NBA com três jogos de 20 ou mais rebotes em uma série desde Dwight Howard em 2008, e se juntou a Wilt Chamberlain e Nate Thurmond como o terceiro jogador dos Warriors a realizar o feito. No jogo 1 das semifinais da conferência, Looney teve 10 pontos, 23 rebotes e cinco assistências em uma derrota de 117–112 para o Los Angeles Lakers. Ele saiu do banco no restante da série enquanto os Warriors tentavam conter Anthony Davis.
Em 7 de março de 2024, Looney viu sua sequência de 290 jogos consecutivos jogados ser interrompida após ser declarado inativo por Steve Kerr antes do jogo daquele dia contra o Chicago Bulls. A designação serviu como o primeiro jogo em que Looney não jogou desde 20 de março de 2021.

## Perfil do jogador
Com 2,06 m, Looney é mais adequado para jogar como ala-pivô. Possuindo uma envergadura de 2,24 m, ele também é um pivô capaz de marcar todas as cinco posições. O comprimento de Looney permite que ele troque de atribuições e defenda os armadores. Ele se move muito bem no perímetro e não é facilmente atraído por pump fakes.
Looney teve mobilidade limitada após suas cirurgias no quadril. Sem explosão, ele trabalhou para enganar os oponentes e desequilibrar seu defensor. Depois de ficar mais saudável e perder peso, Looney se tornou mais atlético e proficiente em pegar passes altos. Durante a pré-temporada do verão de 2018, ele trabalhou para melhorar sua finalização. Looney treina em uma instalação do Shoot 360 em Oakland, que dá aos jogadores feedback em tempo real sobre sua técnica. Ele disse: "Gosto de receber o feedback. Como eu arremessei hoje? Meu arremesso foi plano em meus erros? O que estava causando meus erros?"

## Estatísticas da carreira
| † | Campeão da NBA |
|   | Líder da Liga  |

### NBA

#### Temporada Regular
| Ano      | Equipe    | PJ  | PT  | MPJ  | AP   | 3P   | LL   | RT  | AS  | BR  | TO  | PPJ |
| -------- | --------- | --- | --- | ---- | ---- | ---- | ---- | --- | --- | --- | --- | --- |
| 2015–16  | Warriors  | 5   | 0   | 4.2  | .571 | .500 | –    | 2.0 | 0.0 | 0.0 | 0.0 | 1.8 |
| 2016–17  | Warriors† | 53  | 4   | 8.4  | .523 | .222 | .618 | 2.3 | 0.5 | 0.3 | 0.3 | 2.5 |
| 2017–18  | Warriors† | 66  | 4   | 13.8 | .580 | .200 | .545 | 3.3 | 0.6 | 0.5 | 0.8 | 4.0 |
| 2018–19  | Warriors  | 80  | 24  | 18.5 | .625 | .100 | .619 | 5.2 | 1.5 | 0.6 | 0.7 | 6.3 |
| 2019–20  | Warriors  | 20  | 4   | 13.1 | .367 | .071 | .750 | 3.3 | 1.0 | 0.6 | 0.3 | 3.4 |
| 2020–21  | Warriors  | 61  | 34  | 19.0 | .548 | .235 | .646 | 5.3 | 2.0 | 0.3 | 0.4 | 4.1 |
| 2021–22  | Warriors† | 82  | 80  | 21.1 | .571 | .000 | .600 | 7.3 | 2.0 | 0.6 | 0.6 | 6.0 |
| 2022–23  | Warriors  | 82  | 70  | 23.9 | .630 | .000 | .606 | 9.3 | 2.5 | 0.6 | 0.6 | 7.0 |
| 2023–24  | Warriors  | 74  | 36  | 16.1 | .597 | .000 | .675 | 5.7 | 1.8 | 0.4 | 0.4 | 4.5 |
| Carreira | Carreira  | 523 | 256 | 15.3 | .556 | .147 | .632 | 4.8 | 1.3 | .4  | .4  | 4.4 |

#### Playoffs
| Ano      | Equipe    | PJ | PT | MPJ  | AP   | 3P   | LL   | RT   | AS  | BR  | TO  | PPJ |
| -------- | --------- | -- | -- | ---- | ---- | ---- | ---- | ---- | --- | --- | --- | --- |
| 2018     | Warriors† | 21 | 5  | 18.4 | .542 | .000 | .381 | 4.2  | 0.9 | 0.7 | 0.4 | 4.1 |
| 2019     | Warriors  | 21 | 1  | 20.6 | .688 | –    | .724 | 4.5  | 1.0 | 0.6 | 0.5 | 7.1 |
| 2022     | Warriors† | 22 | 13 | 20.4 | .659 | –    | .611 | 7.6  | 2.2 | 0.4 | 0.5 | 5.8 |
| 2023     | Warriors  | 13 | 8  | 25.0 | .578 | –    | .556 | 13.1 | 3.3 | 0.6 | 0.4 | 6.5 |
| Carreira | Carreira  | 77 | 27 | 20.7 | .625 | .000 | .581 | 6.8  | 1.7 | 0.6 | 0.4 | 5.8 |

### Universidade
| Ano     | Equipe | PJ | PT | MPJ  | AP   | 3P   | LL   | RT  | AS  | BR  | TO  | PPJ  |
| ------- | ------ | -- | -- | ---- | ---- | ---- | ---- | --- | --- | --- | --- | ---- |
| 2013–14 | UCLA   | 35 | 35 | 32.8 | .448 | .341 | .775 | 5.9 | 1.5 | 1.2 | 1.0 | 17.1 |

## Prêmios e Homenagens
NBA
- 3x Campeão da NBA: 2017, 2018, 2022;